# 창수의 전성시대
"창수의 전성시대"는 한국에서 제작된 김사겸 감독의 1975년 영화이다. 송재호 등이 주연으로 출연하였고 김태수 등이 제작에 참여하였다.

## 출연

### 주연
- 송재호
- 염복순
- 이순재